# Закон випромінювання Планка

Випромінювання абсолютно чорних тіл різної температури за законом Планка

Формула Планка — вираз для спектральної густини потоку випромінювання (спектральної густини енергетичної світності) абсолютно чорного тіла, виведений Максом Планком для густини енергії випромінювання {\displaystyle u(\omega ,T)}:
{\displaystyle u(\omega ,T)={\frac {\omega ^{2}}{\pi ^{2}c^{3}}}{\frac {\hbar \omega }{e^{\frac {\hbar \omega }{kT}}-1}}}
Формула Планка («форма» залежності {\displaystyle u} від частоти та температури) спершу була «виведена» емпірично. Формула Планка була отримана після того, як стало зрозуміло, що формула Релея—Джинса, що походить з класичної теорії електромагнітного поля, задовільно описує випромінювання тільки в області довгих хвиль. Зі спаданням довжин хвиль формула Релея—Джинса сильно розходиться з емпіричними даними. Більш того, у граничному випадку коротких хвиль  вона дає розбіжність — нескінчену енергію випромінювання (ультрафіолетова катастрофа).
У зв'язку з цим Планк у 1900 році зробив припущення що суперечить класичній фізиці про те, що електромагнітне випромінення випромінюється у вигляді окремих порцій енергії (квантів), величина яких пов'язана з частотою випромінювання виразом:
{\displaystyle \varepsilon =\hbar \omega }
Коефіцієнт пропорційності {\displaystyle \hbar } згодом назвали сталою Планка, {\displaystyle \hbar } = 1,054 · 10−27 ерг·с.
Це припущення дозволило пояснити спостережуваний спектр випромінювання теоретично.
Правильність формули Планка підтверджується не тільки емпіричною перевіркою, але й наслідками з даної формули, зокрема з неї походить закон Стефана-Больцмана, також підтверджений емпірично. Крім того, з неї виводяться також приблизні формули, отримані до формули Планка, — формула Віна та формула Релея-Джинса.

## Формула
Формула Планка - вираз для спектрального розподілу випромінювання абсолютно чорного тіла певної температури. Зустрічаються різні форми запису цієї формули. Можна дивитись на енергетичну яскравість, випромінювальну здатність або спектральну густину енергії, а спектр можна задавати частотою або довжиною хвилі. Відповідно нижче представлені шість різних варіантів запису формули Планка.

### Енергетична яскравість
Формула, що виражає спектральну густину енергетичної яскравості, виглядає так:
{\displaystyle B_{\nu }(\nu ,T)={\frac {2h\nu ^{3}}{c^{2}}}{\frac {1}{e^{\frac {h\nu }{kT}}-1}},}
де {\displaystyle \nu } - частота випромінювання, {\displaystyle T} - температура абсолютно чорного тіла, {\displaystyle h} - стала Планка, {\displaystyle c} - швидкість світла, {\displaystyle k} - стала Больцмана. У системі SI величина {\displaystyle B_{\nu }} у цій формулі має розмірність Вт·м−2·Гц−1·ср−1. Її фізичний сенс – енергетична яскравість у малому діапазоні частот {\displaystyle (\nu ;\nu +d\nu )}, поділена на {\displaystyle d\nu }. Можна використати аналогічну формулу, в якій енергетична яскравість буде функцією довжини хвилі {\displaystyle \lambda }, а не частоти:
{\displaystyle B_{\lambda }(\lambda ,T)={\frac {2hc^{2}}{\lambda ^{5}}}{\frac {1}{e^{\frac {hc}{\lambda kT}}-1}}}.
В цьому випадку {\displaystyle B_{\lambda }} має розмірність Вт·м−2·м−1·ср−1 і відповідає енергетичній яскравості в малому діапазоні довжин хвиль {\displaystyle (\lambda ;\lambda +d\lambda )}, поділеної на {\displaystyle d\lambda }.

### Випромінювальна здатність
Випромінювальна здатність на частоті {\displaystyle \nu } або довжині хвилі {\displaystyle \lambda } - це потужність випромінювання на одиницю площі в інтервалі частот {\displaystyle (\nu ;\nu +d\nu )} або довжин хвиль {\displaystyle (\lambda ;\lambda +d\lambda )}, поділена, відповідно, на {\displaystyle d\nu } або {\displaystyle d\lambda }. Вона може бути виражена формулами:
{\displaystyle \varepsilon _{\nu }(\nu ,T)={\frac {2\pi h\nu ^{3}}{c^{2}}}{\frac {1}{e^{\frac {h\nu }{kT}}-1}}} ,
{\displaystyle \varepsilon _{\lambda }(\lambda ,T)={\frac {2\pi hc^{2}}{\lambda ^{5}}}{\frac {1}{e^{\frac {hc}{\lambda kT}}-1}}}.
Таким чином, випромінювальна здатність тіла чисельно в {\displaystyle \pi } разів більше яскравості, якщо тілесний кут вимірюється в стерадіанах. Величини {\displaystyle \varepsilon _{\nu }} і {\displaystyle \varepsilon _{\lambda }} мають розмірності, відповідно, Вт·м−2·Гц−1 і Вт·м−2·м−1.

### Спектральна густина енергії
Ще одна форма запису визначає спектральну об'ємну густину енергії випромінювання абсолютно чорного тіла. За аналогією з попередніми формулами, вона дорівнює густині енергії в малому діапазоні частот або довжин хвиль, поділеної на ширину цього діапазону:
{\displaystyle u_{\nu }(\nu ,T)={\frac {8\pi h\nu ^{3}}{c^{3}}}{\frac {1}{e^{\frac {h\nu }{kT}}-1}}} ,
{\displaystyle u_{\lambda }(\lambda ,T)={\frac {8\pi hc}{\lambda ^{5}}}{\frac {1}{e^{\frac {hc}{\lambda kT}}-1}}}.
У системі СІ величини {\displaystyle u_{\nu }} і {\displaystyle u_{\lambda }} мають розмірності, рівні, відповідно, Дж·м−3·Гц−1 і Дж·м−3·м−1. Крім того, спектральна щільність енергії пов'язана з випромінювальною здатністю співвідношенням {\textstyle \varepsilon ={\frac {c}{4}}u}.

## Застосування

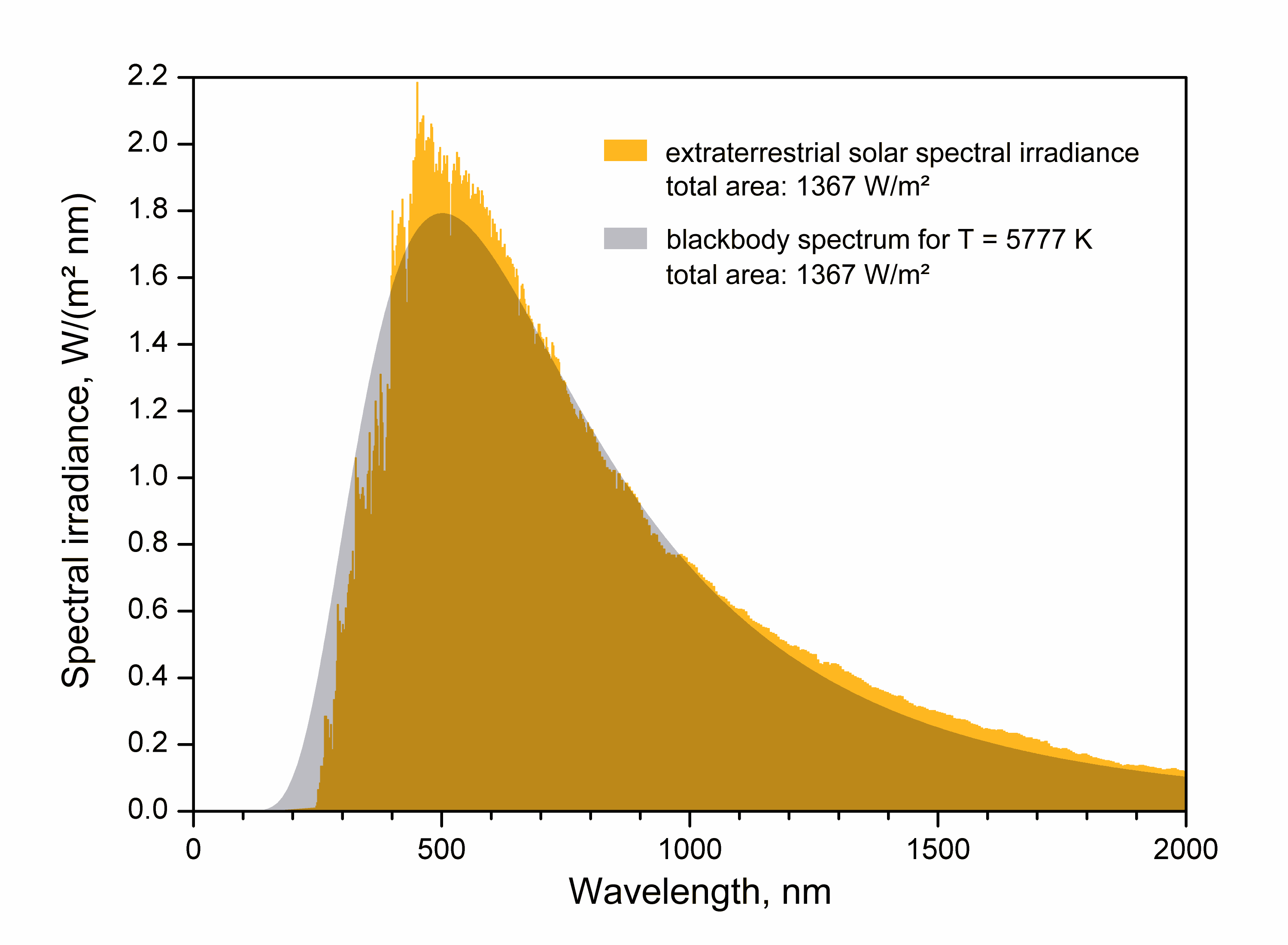
Спектр Сонця (жовтий колір) та спектр абсолютно чорного тіла температурою 5777 K (сірий колір)

Формула Планка застосовується для випромінювання, яке знаходиться в тепловій рівновазі з речовиною за певної температури. Вона застосовна для абсолютно чорних тіл будь-якої форми незалежно від складу і структури за умови, що розміри випромінюючого тіла і деталей його поверхні набагато більші за довжини хвиль, на яких тіло в основному випромінює.
Якщо тіло не є абсолютно чорним, то спектр його рівноважного теплового випромінювання не описується законом Планка, але пов'язаний з ним законом випромінювання Кірхгофа. Відповідно до цього закону, відношення випромінювальної та поглинальної здатностей тіла однаково для всіх довжин хвиль і залежить тільки від температури. Так, наприклад, при одній температурі розподіл енергії в спектрі абсолютно сірого тіла буде таким самим, як і в спектрі абсолютно чорного, але сумарна енергетична яскравість випромінювання буде меншою.
Формула Планка також використовується для опису реальних тіл, спектр випромінювання яких відрізняється від планківського. Для цього вводиться поняття ефективної температури тіла: це та температура, за якої абсолютно чорне тіло випромінює стільки ж енергії на одиницю площі, скільки й дане тіло. Аналогічним чином визначається яскравісна температура, рівна температурі абсолютно чорного тіла, що випромінює стільки ж енергії на одиницю площі на певній довжині хвилі, і колірна температура, рівна температурі абсолютно чорного тіла з таким саме розподілом енергії в певній ділянці спектра. Наприклад, для Сонця ефективна температура становить близько 5780 K, яскравісна температура на довжині хвилі 1500 Å досягає свого мінімального значення 4200 K, а у видимому діапазоні на довжині хвилі 5500 Å яскравісна температура становить близько 6400 K, у той час як для абсолютно чорного тіла всі визначення температури збігаються.

## Істрія відкриття

### Передісторія
Визначення закону теплового випромінювання представляло інтерес з 1859 року, коли Густав Кірхгоф відкрив закон випромінювання Кірхгофа, згідно з яким відношення випромінювальної та поглинальної здатностей універсальне для всіх тіл. Отже, функція випромінювання абсолютно чорного тіла, поглинальна здатність якого дорівнює одиниці для всіх довжин хвиль, повинна збігатися з функцією цього відношення.
До кінця XIX століття спектр випромінювання абсолютно чорного тіла вже був відомий експериментально. В 1896 Вільгельм Він емпірично описав його законом випромінювання Віна, однак отримати його теоретичне доведення фізикам на той момент не вдавалося. Хоча Він у своїй роботі наводив обґрунтування закону, воно було недостатньо суворим, щоб ця проблема вважалася вирішеною.
Макс Планк був одним із тих, хто намагався теоретично обґрунтувати закон випромінювання Віна. Він виходив з того, що випромінювачі є лінійними гармонічними осциляторами, у яких встановилася рівновага між випромінюванням та поглинанням; визначивши зв'язок між ентропією та енергією осциляторів, він зміг підтвердити закон випромінювання Віна.
Однак подальші експерименти показали, що закон випромінювання Віна неточно описує спектр теплового випромінювання в довгохвильовій області. У жовтні 1900 року Планк представив формулу, яка з точністю до констант збігалася із сучасним законом Планка. Того ж дня було з'ясовано, що формула добре описує експериментальні дані, але при цьому вона не мала під собою теоретичної основи. Планк вивів її лише на підставі того, що в граничному випадку для коротких хвиль вона повинна переходити в закон Віна, але, на відміну від нього, узгоджуватися з експериментальними даними для довгих хвиль.

### Відкриття
Менш як за два місяці після повідомлення про отримання формули Планк представив її теоретичний висновок на засіданні Німецького фізичного товариства. У ньому використовувалося співвідношення для ентропії, введене Людвігом Больцманом, в якому розглядається кількість можливих мікроскопічних станів системи. Планк, щоб мати можливість використовувати методи комбінаторики та оцінити таким чином ентропію, зробив припущення, що повна енергія складається з цілого числа скінченних елементів енергії квантів.
Незважаючи на те, що в цьому виводі з'явилися кванти і було введено і вперше використано сталу Планку, ні сам Планк, ні його колеги не зрозуміли всієї глибини відкриття. Наприклад, Планк вважав, що дискретність енергії немає ніякого фізичного сенсу і є лише математичним прийомом. Інші фізики також не надали цьому значення і не вважали, що це припущення суперечить класичній фізиці. Лише після публікації Гендріка Лоренца у 1908 році наукова спільнота прийшла до думки, що кванти справді мають фізичний зміст. Сам Планк згодом називав введення квантів «актом розпачу», викликаним тим, що «теоретичне пояснення має бути знайдено за всяку ціну, наскільки високою вона не була б». Незважаючи на все це, день, коли формула Планка була обґрунтована, — 14 грудня 1900 — вважається днем народження квантової фізики.
Користуючись міркуваннями класичної фізики, в 1900 році лорд Релей, а в 1905 Джеймс Джинс вивели закон Релея — Джинса. До такого ж результату, незалежно від них, приходив у своїх роботах і Планк. Виведення цього закону мало відрізнял від виведення закону Планка, за винятком того, що середня енергія випромінювання {\displaystyle \langle \varepsilon \rangle } була прийнята рівною {\displaystyle kT}, згідно з теоремою про рівнорозподіл енергії за ступенями свободи. З погляду класичної фізики хід виводу не викликав сумнівів, проте закон Релея — Джинса не лише серйозно розходився з експериментальними даними усюди, крім довгохвильової області, а й передбачав нескінченно велику потужність випромінювання на коротких хвилях. Цей парадокс вказав на те, що в класичній фізиці все ж таки є фундаментальні протиріччя, і став додатковим аргументом на користь квантової гіпотези. Пауль Еренфест в 1911 році вперше назвав його ультрафіолетовою катастрофою.
В 1918 Макс Планк став лауреатом Нобелівської премії з фізики, і хоча офіційно він був нагороджений за відкриття квантів, це відкриття було тісно пов'язане з виведенням закону Планка.

## Виведення формули Планка

### Виведення через розподіл Больцмана
Формула Планка виводиться так.
Розглядається абсолютно чорне тіло з температурою {\displaystyle T} у формі куба з ребром {\displaystyle l}, внутрішні стінки якого ідеально відбивають випромінювання. Розрахуємо спектральну густину енергії {\displaystyle u_{\omega }(\omega ,T)} - густину енергії на одиничний інтервал кутових частот поблизу {\displaystyle \omega }.
При виборі малої площі {\displaystyle \Delta S} на поверхні абсолютно чорного тіла можна розрахувати, скільки енергії на неї падає. Щільність енергії, що падає під кутом {\displaystyle \theta } до нормалі з тілесного кута {\displaystyle d\Omega }, дорівнює {\textstyle d{\tilde {u}}=u(T){\frac {d\Omega }{4\pi }}}, оскільки випромінювання рівномірно розподілено по всіх напрямках у тілесному куті {\displaystyle 4\pi } стерадіан. Світло рухається зі швидкістю {\displaystyle c}, а значить, за час {\displaystyle \Delta t} на поверхню падає енергія {\displaystyle dw}:
{\displaystyle dw=c\,d{\tilde {u}}\,\Delta t\,\Delta S\cos \theta ={\frac {c}{4\pi }}u(T)\cos \theta \sin \theta \,d\theta \,d\varphi \,\Delta S\,\Delta t}.
Сумою енергій, що надходять з усіх напрямків, буде потік {\displaystyle \Phi }:
{\displaystyle \Phi ={\frac {c}{4\pi }}u(T)\int _{0}^{2\pi }d\varphi \int _{0}^{\pi /2}\cos \theta \sin \theta \,d\theta ={\frac {c}{4}}u(T)}.
Таку саме кількість енергії випромінюватиме та сама одиниця площі абсолютно чорного тіла, а значить, як для всього потоку, так і для будь-якого діапазону частот або довжин хвиль буде справедливе співвідношення {\textstyle \varepsilon ={\frac {c}{4}}u}.
Так як всередині куба одночасно присутні і випромінювані, і відбиті хвилі, поле теплового випромінювання повинно бути їх суперпозицією, тобто мати вигляд стоячих електромагнітних хвиль. Для визначення їх параметрів вводяться декартова система координат уздовж ребер куба та відповідні орти {\textstyle {\vec {e}}_{x},{\vec {e}}_{y},{\vec {e}}_{z}}. Для хвилі, яка поширюється строго вздовж осі {\displaystyle x}, має виконуватися {\textstyle l=n_{x}{\frac {\lambda }{2}}}, де {\displaystyle n_{x}} - натуральне число: тобто напівціле число хвиль повинно мати сумарну довжину {\textstyle l}. Хвильовий вектор такої хвилі дорівнює {\textstyle {\vec {k}}=k_{x}{\vec {e}}_{x}}, де {\textstyle k_{x}={\frac {2\pi }{\lambda }}} - хвильове число, обмеження для якого набуває вигляду {\textstyle k_{x}=n_{x}{\frac {\pi }{l}}}. Для хвиль, що розповсюджуються вздовж осей {\displaystyle y} і {\displaystyle z}, міркування аналогічні.
Хвилю, яка поширюється в будь-якому іншому напрямку, можна представляти у вигляді суперпозиції хвиль, які поширюються вздовж осей: {\displaystyle {\vec {k}}=k_{x}{\vec {e}}_{x}+k_{y}{\vec {e}}_{y}+k_{z}{\vec {e}}_{z}}. Отже, {\textstyle k_{x}=n_{x}{\frac {\pi }{l}},k_{y}=n_{y}{\frac {\pi }{l}},k_{z}=n_{z}{\frac {\pi }{l}}}, де {\displaystyle n_{x},n_{y},n_{z}} - незалежні один від одного натуральні числа або нулі. Тоді хвильове число будь-якої хвилі представляється як {\textstyle k={\sqrt {k_{x}^{2}+k_{y}^{2}+k_{z}^{2}}}={\frac {\pi }{l}}{\sqrt {n_{x}^{2}+n_{y}^{2}+n_{z}^{2}}}}, а частота як {\textstyle \omega ={\frac {\pi c}{l}}{\sqrt {n_{x}^{2}+n_{y}^{2}+n_{z}^{2}}}}. Кожній трійці цих параметрів відповідає одна стояча хвиля.
За допомогою безрозмірної величини {\textstyle R={\frac {\omega l}{\pi c}}} можна визначити кількість стоячих хвиль з частотою не більше {\displaystyle \omega }. Це число {\displaystyle {\tilde {N}}} дорівнює кількості комбінацій {\displaystyle n_{x},n_{y},n_{z}}, для яких {\displaystyle R^{2}\geq n_{x}^{2}+n_{y}^{2}+n_{z}^{2}}. Тоді можна оцінити {\displaystyle {\tilde {N}}} як восьму частину об'єму кулі з радіусом {\textstyle R} :
{\displaystyle {\tilde {N}}={\frac {1}{8}}\cdot {\frac {4}{3}}\pi R^{3}={\frac {1}{6}}\cdot {\frac {\omega ^{3}l^{3}}{\pi ^{2}c^{3}}}={\frac {1}{6}}\cdot {\frac {\omega ^{3}}{\pi ^{2}c^{3}}}V,}
де {\displaystyle V} — об'єм, в якому міститься випромінювання. Так як електромагнітні хвилі - поперечні, у кожному напрямку можуть поширюватися по дві хвилі, поляризованих взаємно перпендикулярно, і реальна кількість хвиль {\displaystyle N} збільшується ще вдвічі:
{\displaystyle N=2{\tilde {N}}={\frac {1}{3}}\cdot {\frac {\omega ^{3}}{\pi ^{2}c^{3}}}V}.
Якщо продиференціювати цей вираз за частотою, вийде кількість стоячих хвиль із довжинами хвиль в інтервалі {\displaystyle (\omega ;\omega +d\omega )}:
{\displaystyle dN={\frac {\omega ^{2}d\omega }{\pi ^{2}c^{3}}}V}.
Можна взяти за {\displaystyle \langle \varepsilon \rangle } середню енергію стоячої електромагнітної хвилі з частотою {\displaystyle \omega }. Якщо помножити кількість стоячих хвиль {\displaystyle dN} на {\displaystyle \langle \varepsilon \rangle } і розділити отримане значення на {\displaystyle V} і на {\displaystyle d\omega }, вийде спектральна густина енергії випромінювання:
{\displaystyle u_{\omega }={\frac {\omega ^{2}}{\pi ^{2}c^{3}}}\langle \varepsilon \rangle }.
Для подальшого виведення закону Планка необхідно враховувати ефекти квантової фізики, а саме те, що енергія випромінюється скінченними порціями, рівними {\displaystyle E=\hbar \omega } ({\textstyle \hbar ={\frac {h}{2\pi }}} - стала Дірака). Відповідно, можливі значення енергії випромінювання дорівнюють {\displaystyle \varepsilon _{n}=n\hbar \omega }, де {\displaystyle n} - будь-яке натуральне число. Таким чином, середня енергія випромінювання {\displaystyle \langle \varepsilon \rangle } дорівнює:
{\displaystyle \langle \varepsilon \rangle =\sum _{n=0}^{\infty }P_{n}\varepsilon _{n},}
де {\displaystyle P_{n}} — ймовірність того, що випромінювання матиме енергію, рівну {\displaystyle \varepsilon _{n}}. Імовірність описується розподілом Больцмана за енергіями) з деякою константою {\displaystyle A}:
{\displaystyle P_{n}=Ae^{-{\frac {\varepsilon _{n}}{kT}}}}.
З урахуванням {\textstyle \sum _{n=0}^{\infty }P_{n}=1}, для {\displaystyle A} вірно:
{\displaystyle A=\left(\sum _{n=0}^{\infty }e^{-{\frac {\varepsilon _{n}}{kT}}}\right)^{-1}}.
Таким чином, {\displaystyle \langle \varepsilon \rangle } виражається як:
{\displaystyle \langle \varepsilon \rangle ={\frac {\sum _{n=0}^{\infty }n\hbar \omega e^{-{\frac {n\hbar \omega }{kT}}}}{\sum _{n=0}^{\infty }e^{-{\frac {n\hbar \omega }{kT}}}}}=\hbar \omega {\frac {\sum _{n=0}^{\infty }ne^{-n\xi }}{\sum _{n=0}^{\infty }e^{-n\xi }}}}.
Тут {\textstyle \xi ={\frac {\hbar \omega }{kT}}}. Знаменник розкладається за формулою суми геометричної прогресії, а чисельник представляється як похідна знаменника за {\textstyle \xi } :
{\displaystyle S=\sum _{n=0}^{\infty }e^{-n\xi }={\frac {1}{1-e^{-\xi }}}} ,
{\displaystyle \sum _{n=0}^{\infty }ne^{-n\xi }=-{\frac {dS}{d\xi }}={\frac {e^{-\xi }}{(1-e^{-\xi })^{2}}}}.
Виходить вираз для середньої енергії:
{\displaystyle \langle \varepsilon \rangle ={\frac {\hbar \omega }{e^{\frac {\hbar \omega }{kT}}-1}}}.
Якщо підставити {\displaystyle \langle \varepsilon \rangle } у формулу для спектральної щільності енергії випромінювання, вийде один із остаточних варіантів формули Планка:
{\displaystyle u_{\omega }={\frac {\hbar \omega ^{3}}{\pi ^{2}c^{3}}}{\frac {1}{e^{\frac {\hbar \omega }{kT}}-1}}}.
Співвідношення {\textstyle \varepsilon ={\frac {c}{4}}u} дозволяє отримати формулу для випромінювальної здатності:
{\displaystyle \varepsilon _{\omega }={\frac {\hbar \omega ^{3}}{4\pi ^{2}c^{2}}}{\frac {1}{e^{\frac {\hbar \omega }{kT}}-1}}}.
Якщо поділити на {\displaystyle \pi }, вийде вираз для спектральної густини яскравості:
{\displaystyle B_{\omega }={\frac {\hbar \omega ^{3}}{4\pi ^{3}c^{2}}}{\frac {1}{e^{\frac {\hbar \omega }{kT}}-1}}}.
Ці величини можна виразити через інші параметри — наприклад, циклічну частоту {\displaystyle \nu } або довжину хвилі {\displaystyle \lambda }. Для цього потрібно врахувати, що за визначенням виконуються співвідношення {\displaystyle B_{\omega }d\omega =B_{\nu }d\nu }, {\displaystyle B_{\nu }d\nu =-B_{\lambda }d\lambda } (мінус з'являється через те, що зі зростанням довжини хвилі зменшується частота) та аналогічні формули для випромінювальної здатності та густини енергії. Так, для переходу до циклічних частот потрібно замінити {\displaystyle \omega =2\pi \nu }(при цьому {\textstyle \hbar ={\frac {h}{2\pi }}}, так що {\displaystyle h\nu =\hbar \omega }) і домножити на {\textstyle {\frac {d\omega }{d\nu }}=2\pi }, Тоді формули набудуть вигляду:
{\displaystyle u_{\nu }={\frac {8\pi h\nu ^{3}}{c^{3}}}{\frac {1}{e^{\frac {h\nu }{kT}}-1}}} ,
{\displaystyle \varepsilon _{\nu }={\frac {2\pi h\nu ^{3}}{c^{2}}}{\frac {1}{e^{\frac {h\nu }{kT}}-1}}} ,
{\displaystyle B_{\nu }={\frac {2h\nu ^{3}}{c^{2}}}{\frac {1}{e^{\frac {h\nu }{kT}}-1}}}.
Аналогічним чином отримують формули для довжин хвиль. Після заміни {\textstyle \nu ={\frac {c}{\lambda }}} і множення на {\textstyle {\frac {d\nu }{d\lambda }}=-{\frac {c}{\lambda ^{2}}}}:
{\displaystyle u_{\lambda }={\frac {8\pi hc}{\lambda ^{5}}}{\frac {1}{e^{\frac {hc}{\lambda kT}}-1}}} ,
{\displaystyle \varepsilon _{\lambda }={\frac {2\pi hc^{2}}{\lambda ^{5}}}{\frac {1}{e^{\frac {hc}{\lambda kT}}-1}}} ,
{\displaystyle B_{\lambda }={\frac {2hc^{2}}{\lambda ^{5}}}{\frac {1}{e^{\frac {hc}{\lambda kT}}-1}}}.

### Виведення з розподілу Гіббса
У наслідок лінійності рівнянь електромагнітного поля будь-який їх розв'язок може бути надано у вигляді суперпозиції монохроматичних хвиль, кожна з певною частотою {\displaystyle \omega }. Енергія поля може бути представлена як сума енергій відповідних польових осциляторів. Як відомо із квантової механіки, енергія осцилятора приймає дискретні значення згідно з наступної формулою:
{\displaystyle E_{n}=\hbar \omega (n+1/2)}
Оскільки розглядається рівноважне випромінювання, то використовуючи канонічний розподіл Ґіббса, можна визначити ймовірність стану осцилятора з заданою енергією:
{\displaystyle W_{n}=1/Ze^{-E_{n}/kT}}
Статистична сума {\displaystyle Z}дорівнює
{\displaystyle Z=\sum e^{-\hbar \omega (n+1/2)/kT}=e^{-1/2(\hbar \omega /kT)}\sum (e^{-\hbar \omega /kT})^{n}={\frac {e^{-1/2(\hbar \omega /kT)}}{1-e^{-\hbar \omega /kT}}}}
Вільна енергія дорівнює
{\displaystyle \Psi =-kT\ln Z={\frac {\hbar \omega }{2}}+kT\ln(1-e^{-\hbar \omega /kT})}
Для середньої (математичне очікування) енергії скористаємося рівнянням Ґіббса—Гельмгольца
{\displaystyle {\overline {\varepsilon }}=\sum W_{n}E_{n}=\Psi -kT{\frac {\partial \Psi }{\partial (kT)}}=(kT)^{2}{\frac {\partial \ln Z}{\partial (kT)}}=(kT)^{2}\left({\frac {\hbar \omega }{2(kT)^{2}}}+{\frac {e^{-\hbar \omega /kT}\hbar \omega /(kT)^{2}}{1-e^{-\hbar \omega /kT}}}\right)}
Таким чином, середня енергія, що припадає на польовий осцилятор, дорівнює
| {\displaystyle {\overline {\varepsilon }}={\frac {\hbar \omega }{2}}+{\frac {\hbar \omega }{\mathrm {exp} (\hbar \omega /kT)-1}},\qquad \qquad } | (1) |

де {\displaystyle \hbar } — стала Планка, {\displaystyle k} — стала Больцмана.
Кількість же стоячих хвиль в одиниці об'єму у тривимірному просторі в інтервалі від {\displaystyle (\omega ,\omega +d\omega )} дорівнює:
| {\displaystyle \mathrm {d} n_{\omega }={\frac {\omega ^{2}\mathrm {d} \omega }{\pi ^{2}c^{3}}}\qquad \qquad } | (2) |

Отже, для спектральної щільності потужності електромагнітного випромінювання отримуємо:
{\displaystyle u(\omega ,T)={\overline {\varepsilon }}{\frac {\mathrm {d} n_{\omega }}{\mathrm {d} \omega }}={\frac {\hbar {\omega }^{3}}{2\pi ^{2}c^{3}}}+{\frac {\hbar {\omega }^{3}}{\pi ^{2}c^{3}(\mathrm {exp} (\hbar \omega /kT)-1)}},\qquad \qquad }
Перший доданок у цій формулі пов'язаний з енергією нульових коливань, другий являє собою формулу Планка.
Формулу Планка також можна записати через довжину хвилі:
| {\displaystyle u_{p}(\lambda ,T)={\frac {16\pi ^{2}\hbar c}{\lambda ^{5}(\mathrm {exp} (2\pi \hbar c/\lambda kT)-1)}},\qquad \qquad } | (5) |

### Виведення через статистику Бозе - Ейнштейна
Якщо розглядати рівноважне випромінювання як фотонний газ, можна застосувати статистику Бозе — Ейнштейна. Вона визначає середню кількість частинок {\displaystyle \langle n_{i}\rangle } в {\displaystyle i} -м квантовому стані з енергією {\displaystyle E_{i}}:
{\displaystyle \langle n_{i}\rangle ={\frac {1}{e^{\frac {E_{i}-\mu }{kT}}-1}}}.
У цій формулі {\displaystyle \mu } - хімічний потенціал газу. Для фотонного газу він дорівнює нулю, тому формула для нього набуває такого вигляду:
{\displaystyle \langle n\rangle ={\frac {1}{e^{\frac {\hbar \omega }{kT}}-1}}}.
Якщо помножити середню кількість фотонів {\displaystyle \langle n\rangle } на їхню енергію {\displaystyle \hbar \omega }, вийде та сама середня енергія {\displaystyle \langle \varepsilon \rangle } що виведена з розподілу Больцмана. При підстановці їх у формулу для спектральної щільності енергії {\textstyle u_{\omega }={\frac {\omega ^{2}}{\pi ^{2}c^{3}}}\langle \varepsilon \rangle } вийде закон Планка.

### Виведення через спонтанне та вимушене випромінювання
Формула Планка також може бути виведена з розгляду механізмів спонтанного та вимушеного випромінювань атомів.
У цьому виведенні, запропонованому Ейнштейном у 1916 році, розглядаються {\displaystyle N_{m}} і {\displaystyle N_{n}} атомів на рівнях з енергією {\displaystyle E_{m}} і {\displaystyle E_{n}} відповідно. Тоді кількість переходів із вищого рівня {\displaystyle E_{n}} на нижчий {\displaystyle E_{m}} за одиницю часу пропорційна {\displaystyle N_{n}} і може бути записано як {\displaystyle A_{n}^{m}N_{n}}. При вимушеному випромінюванні кількість переходів за одиницю часу пропорційна {\displaystyle N_{n}} та спектральній густині випромінювання на частоті переходу {\displaystyle u(\omega _{mn})}, тобто може бути записано як {\displaystyle B_{n}^{m}N_{n}u(\omega _{mn})}. Кількість переходів в одиницю часу через поглинання пропорційно {\displaystyle N_{m}} і {\displaystyle u(\omega _{mn})} і записується як {\displaystyle B_{m}^{n}N_{m}u(\omega _{mn})}.
Величини {\displaystyle A_{n}^{m},B_{n}^{m},B_{m}^{n}} - характеристики тільки самого атома й обраних енергетичних рівнів, звані коефіцієнтами Ейнштейна. Якщо поле випромінювання рівноважне і має температуру {\displaystyle T}, то умова детальної рівноваги виглядає наступним чином:
{\displaystyle A_{n}^{m}N_{n}+B_{n}^{m}N_{n}u(\omega _{mn})=B_{m}^{n}N_{m}u(\omega _{mn})}.
У граничному випадку {\displaystyle T\rightarrow \infty } можна знехтувати спонтанним випромінюванням порівняно з вимушеним, і тоді умова рівноваги набуде вигляду {\displaystyle B_{n}^{m}N_{n}=B_{m}^{n}N_{m}}. Оскільки при {\displaystyle T\rightarrow \infty } буде виконуватися {\displaystyle N_{n}=N_{m}}, а коефіцієнти Ейнштейна не залежать від температури, то буде вірна рівність {\displaystyle B_{n}^{m}=B_{m}^{n}}, що справедливо для простих рівнів; для кратних рівнів необхідно додатково враховувати коефіцієнти кратності. Надалі можна розглядати лише прості рівні, оскільки густина енергії випромінювання не залежить від деталей будови речовини.
Можна скористатися розподілом Больцмана:
{\displaystyle {\frac {N_{n}}{N_{m}}}=e^{\left({\frac {E_{n}-E_{m}}{kT}}\right)}}.
При застосуванні його до умови рівноваги виходить:
{\displaystyle u(\omega _{mn})={\frac {\alpha (\omega _{mn})}{e^{\left({\frac {\hbar \omega _{mn}}{kT}}\right)}-1}},}
де {\textstyle \alpha (\omega _{mn})={\frac {A_{n}^{m}}{B_{n}^{m}}}}. Ця величина не залежить від температури і може бути знайдена з умови, що для високих температур має бути справедлива формула Релея - Джинса:
{\displaystyle u(\omega _{mn})={\frac {\alpha (\omega _{mn})kT}{\hbar {\omega _{mn}}}}} ,
{\displaystyle \alpha (\omega _{mn})={\frac {\hbar \omega _{mn}^{3}}{\pi ^{2}c^{3}}}}.
Енергетичні рівні можуть бути взяті довільним чином, тому індекси {\displaystyle m} і {\displaystyle n} можна прибрати та використовувати формулу для довільних частот. При підстановці {\displaystyle \alpha (\omega )} у вихідну формулу для {\displaystyle u(\omega )} виходить формула Планка. Таким чином, важливим наслідком справедливості формули Планка є існування вимушених переходів, які необхідні для реалізації лазерної генерації.

## Зв'язок з іншими формулами

### Закон Релея—Джинса

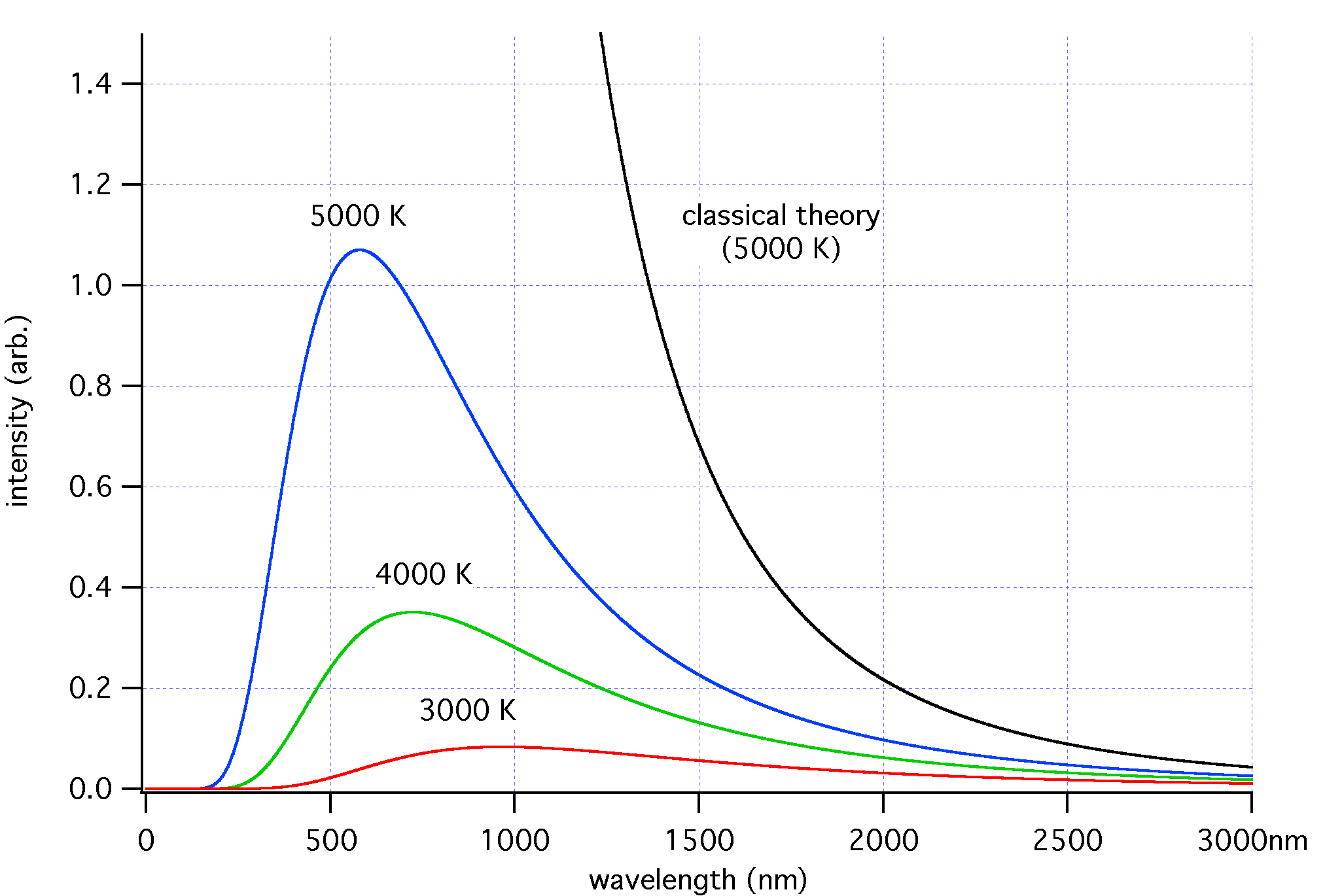
Синім і чорним кольорами позначені спектри, що відповідають закону Планка та закону Релея – Джинса за однієї температури. Видно, що у другому випадку спостерігається необмежене зростання потужності при зменшенні довжини хвилі

Закон Релея — Джинса — наближення закону Планка, що добре працює для {\displaystyle hc\ll \lambda kT} (тобто в діапазоні великих довжин хвиль і малих частот), але сильно розходиться з ним для {\displaystyle hc}, порядку чи більше {\displaystyle \lambda kT}. У законі Релея-Джинса використовується наближення {\textstyle e^{\frac {hc}{\lambda kT}}\approx 1+{\frac {hc}{\lambda kT}}} справедливе для малих {\textstyle {\frac {hc}{\lambda kT}}} тому наближення виглядає наступним чином:
{\displaystyle B_{\lambda }={\frac {2hc^{2}}{\lambda ^{5}}}{\frac {\lambda kT}{hc}}={\frac {2ckT}{\lambda ^{4}}}}.
У рамках класичної фізики в результаті виведення закону випромінювання виходить саме закон Релея Джинса. Однак за малих довжин хвиль закон Релея — Джинса не тільки розходиться з експериментом, а й передбачає необмежене зростання потужності випромінювання при наближенні довжини хвилі до нуля. Цей парадокс отримав назву ультрафіолетової катастрофи.

### Закон випромінювання Віна

Спектри випромінювання за законом Планка (зелений), в наближенні Релея - Джинса (червоний) і в наближенні Віна (синій). Осі мають логарифмічний масштаб; температура тіла - 0,008 К

Закон випромінювання Віна — наближення закону Планка, що добре працює при {\displaystyle hc\gg \lambda kT} - в області малих довжин хвиль і великих частот. Закон випромінювання Віна передбачає, що для {\displaystyle hc\gg \lambda kT} одиницею у знаменнику формули Планка можна знехтувати та вважати {\textstyle e^{\frac {hc}{\lambda kT}}-1\approx e^{\frac {hc}{\lambda kT}}}. Тоді формула набуває вигляду:
{\displaystyle B_{\lambda }={\frac {2hc^{2}}{\lambda ^{5}}}e^{-{\frac {hc}{\lambda kT}}}}.

### Закон Стефана - Больцмана

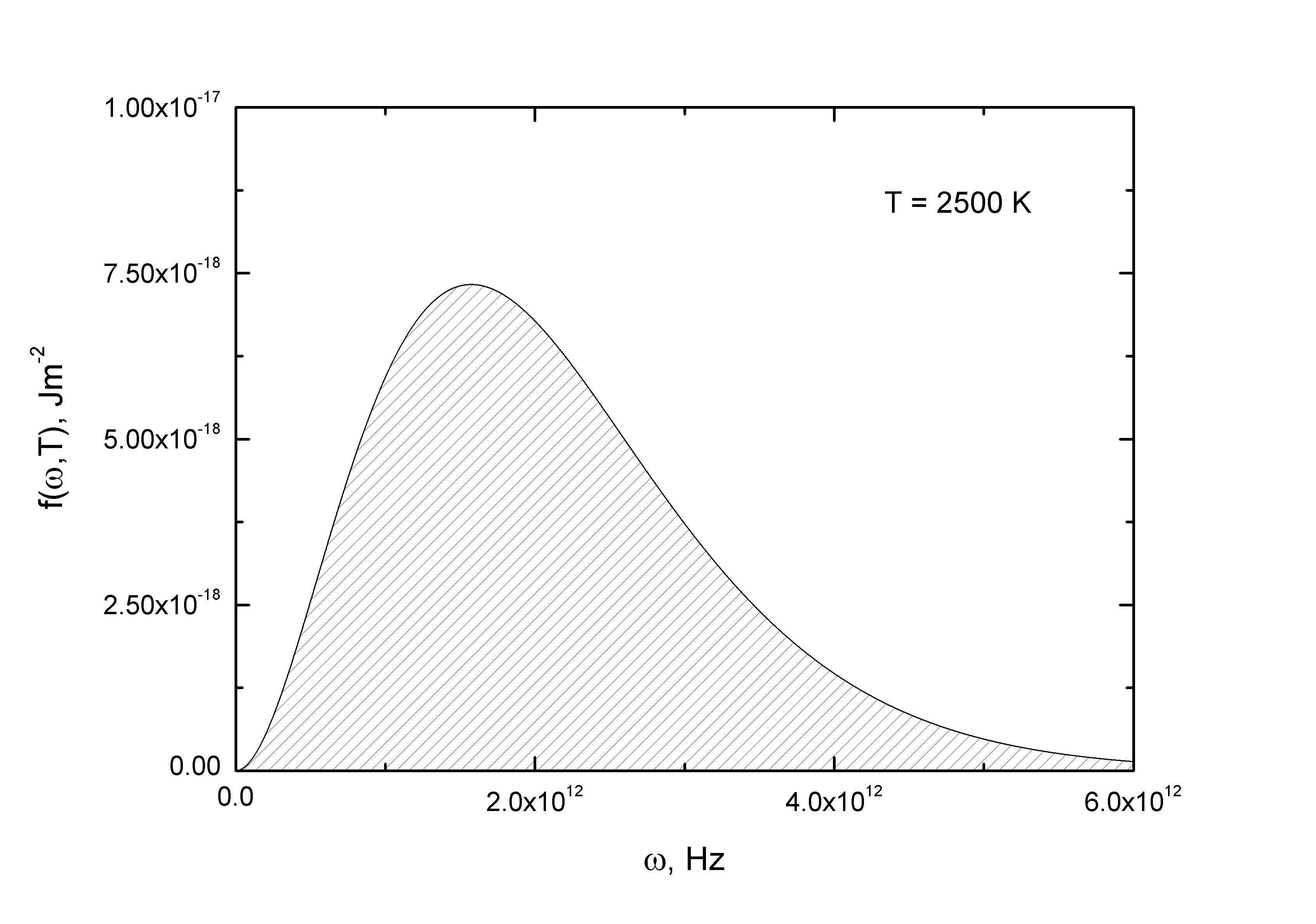
Потік енергії відповідає площі під графіком функції. За законом Стефана — Больцмана, вона пропорційна четвертому степеню температури.

Закон Стефана — Больцмана що описує випромінювання абсолютно чорного тіла у всьому електромагнітному діапазоні. Він виводиться із закону Планка інтегруванням за частотою або, залежно від форми запису, за довжиною хвилі:
{\displaystyle \varepsilon (T)=\int _{0}^{\infty }{\varepsilon _{\nu }}d\nu =\int _{0}^{\infty }{\varepsilon _{\lambda }}d\lambda } ,
{\displaystyle \varepsilon (T)={\frac {2\pi h}{c^{2}}}\int _{0}^{\infty }{\frac {\nu ^{3}d\nu }{e^{\frac {h\nu }{kT}}-1}}}.
Введемо змінну {\textstyle x={\frac {h\nu }{kT}}}, тоді {\textstyle d\nu ={\frac {kT}{h}}dx}:
{\displaystyle \varepsilon (T)={\frac {2\pi h}{c^{2}}}{\frac {k^{4}}{h^{4}}}T^{4}\int _{0}^{\infty }{\frac {x^{3}dx}{e^{x}-1}}}.
Отриманий інтеграл зводиться до дзета-функції Рімана, і має точне значення {\displaystyle ~\pi ^{4}/15}. Підставивши його, отримаємо відомий закон Стефана — Больцмана:
{\displaystyle \varepsilon (T)={\frac {2\pi ^{5}k^{4}}{15c^{2}h^{3}}}T^{4}=\sigma T^{4}}
Підстановка чисельних значень констант дає значення для {\displaystyle \sigma =5,66961\cdot 10^{-8}} Вт/(м2{\displaystyle \cdot } K4), що добре узгоджується з експериментом.

### Закон зміщення Віна

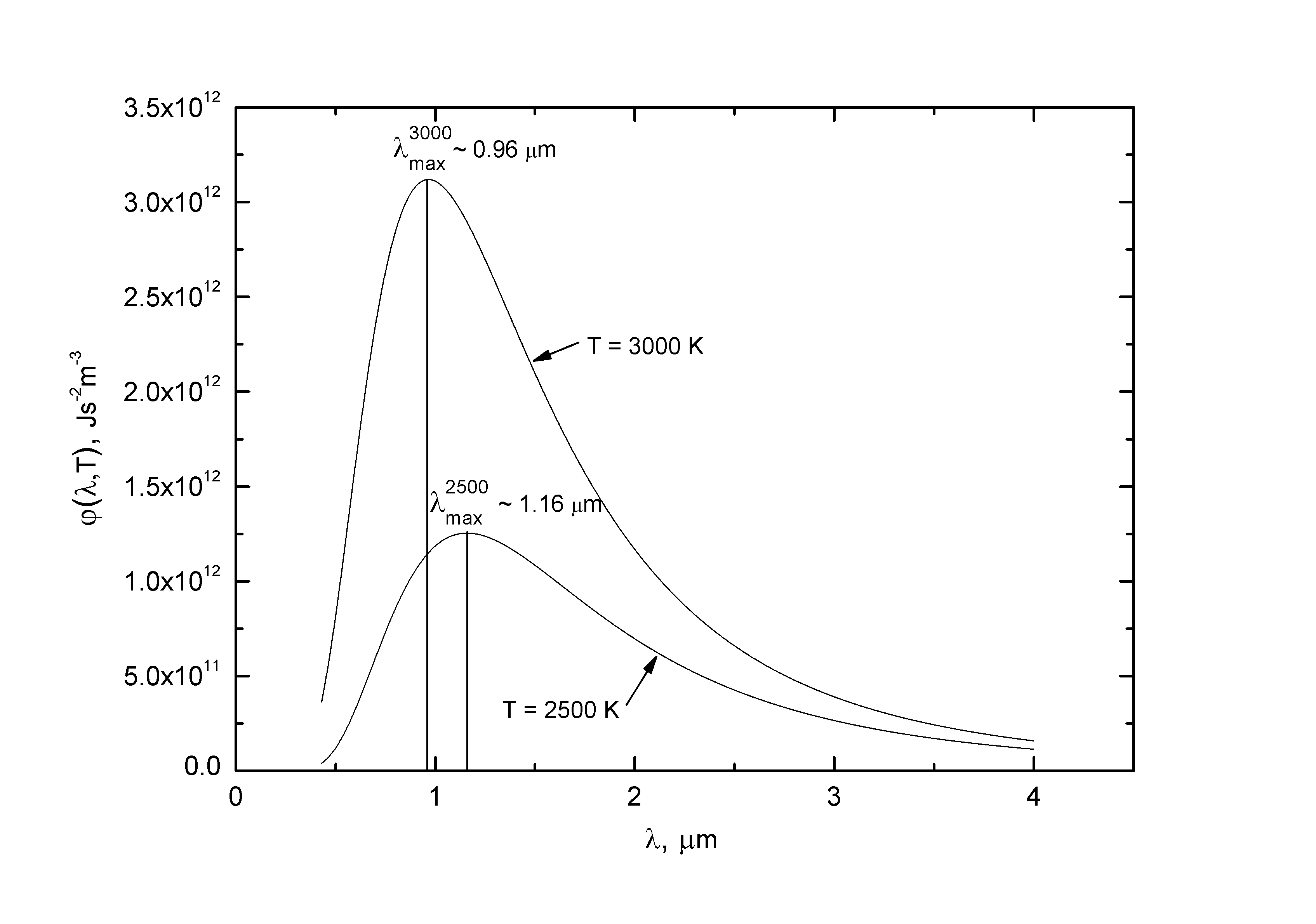
За законом зміщення Віна довжина хвилі, на якій досягається максимальна випромінювальна здатність, обернено пропорційна температурі

Закон зміщення Віна пов'язує довжину хвилі, де випромінювальна здатність абсолютно чорного тіла максимальна, з його температурою. Він виводиться із закону Планка диференціюванням його за частотою чи довжиною хвилі, залежно від форми запису, та прирівнюванням похідної до нуля, що досягається у максимумі функції:
{\displaystyle {\frac {\mathrm {d} u_{p}(\lambda ,T)}{\mathrm {d} \lambda }}={\frac {4\pi ^{2}\hbar c^{2}\left\{{\frac {2\pi \hbar c}{kT\lambda }}\mathrm {exp} \left({\frac {2\pi \hbar c}{kT\lambda }}\right)-5\left[\mathrm {exp} \left({\frac {2\pi \hbar c}{kT\lambda }}\right)-1\right]\right\}}{\lambda ^{6}\left[\mathrm {exp} \left({\frac {2\pi \hbar c}{kT\lambda }}\right)-1\right]^{2}}}=0}.
Значення {\displaystyle \lambda _{m}}, при якому функція досягає максимуму, перетворює на нуль вираз, що стоїть у фігурних дужках. Означимо {\displaystyle {\frac {2\pi \hbar c}{kT\lambda _{m}}}=x}, та отримаємо рівняння:
{\displaystyle ~xe^{x}-5(e^{x}-1)=0}.
Розв'язок такого рівняння дає x=4,96511.Отже, {\displaystyle {\frac {2\pi \hbar c}{kT\lambda _{m}}}=4,965}, звідси виходить:
{\displaystyle T\lambda _{m}={\frac {2\pi \hbar c}{4.965k}}=b}.
Чисельна підстановка констант дає значення для b=0,0028999 К·м, що збігається з експериментальним, а також зручну наближену формулу {\displaystyle \lambda _{\max }T\approx 3000\quad } мкм·К. Так, сонячна поверхня має максимум інтенсивності у зеленій області (0,5 мкм), що відповідає температурі близько 6000 К.
Хоча для частот можна виконати аналогічну процедуру, частоту максимуму спектральної щільності не можна розрахувати за формулою {\textstyle \nu _{max}={\frac {c}{\lambda _{max}}}}, Так як зв'язок між частотою і довжиною хвилі нелінійна, а випромінювальна здатність розраховується за випромінюванням на одиничному інтервалі частот або довжин хвиль .